# غيرهارت فرايدلاندر
غيرهارت فرايدلاندر (بالإنجليزية: Gerhart Friedlander؛ بالألمانية: Gerhart Friedlander) هو كيميائي ألماني وأمريكي، ولد في 28 يوليو 1916 في ميونخ في ألمانيا، وتوفي في 6 سبتمبر 2009 في نيويورك في الولايات المتحدة.